# 仁川市庁駅
仁川市庁駅（インチョンシチョンえき）は、大韓民国仁川広域市南洞区間石洞にある仁川交通公社の駅。

## 乗り入れ路線
仁川交通公社の1号線と2号線が乗り入れ、仁川交通公社の路線同士で乗り換えられる唯一の駅である。1号線のみ21世紀病院という副駅名がある。
2路線共に駅番号が導入されている。駅番号は1号線が「I124」、2号線が「I221」。

## 駅構造

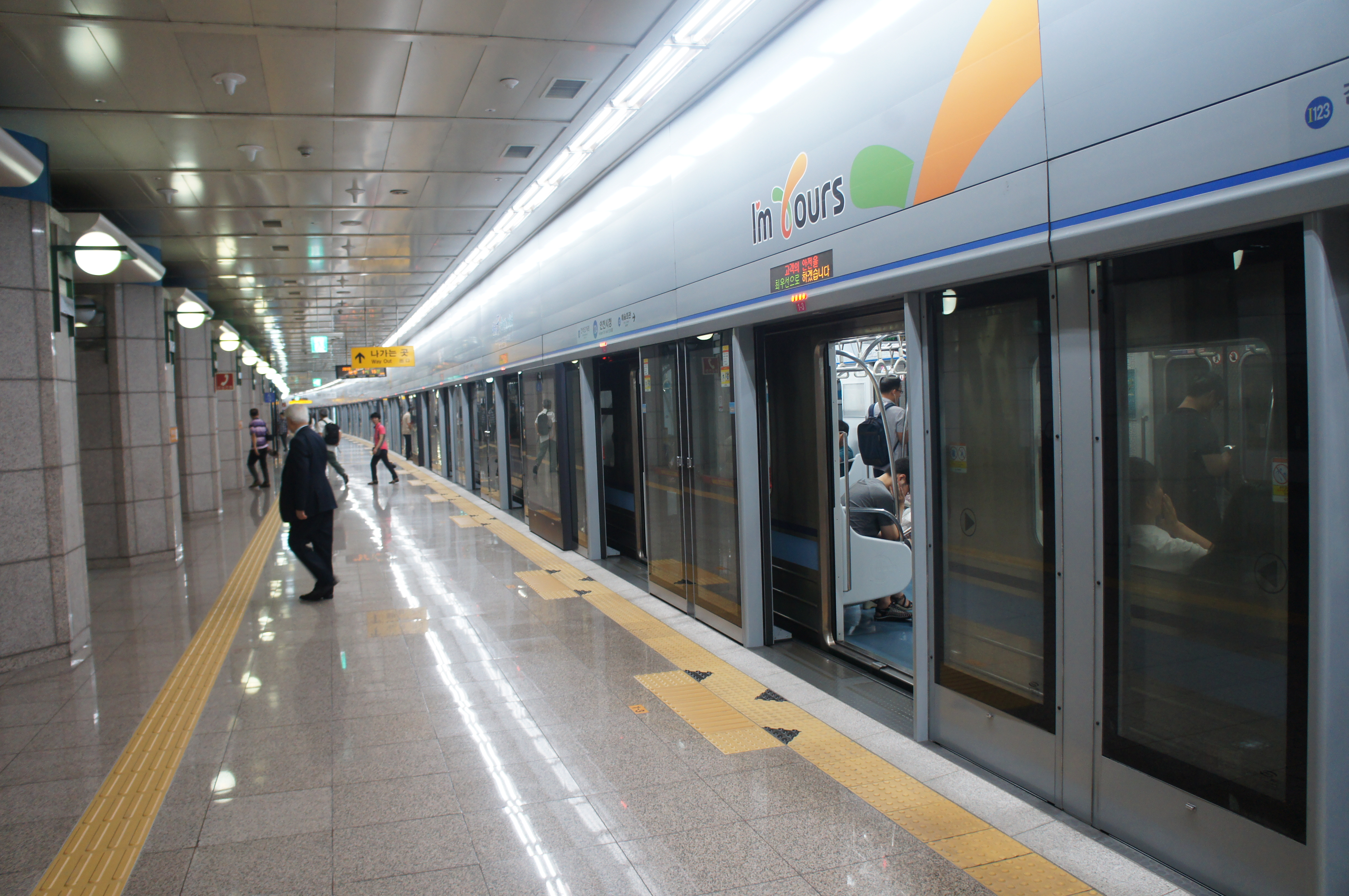
1号線ホーム

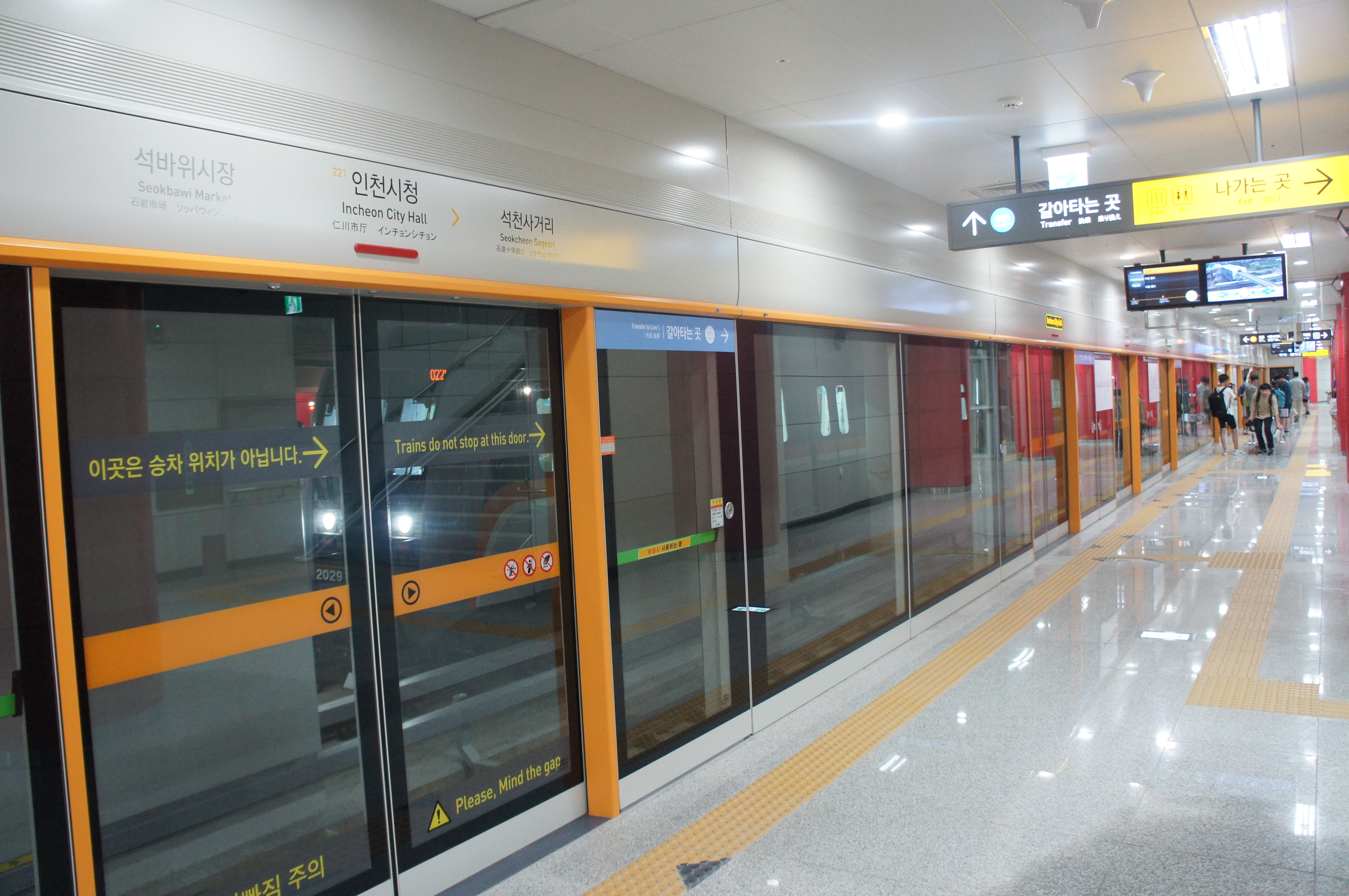
2号線ホーム

1号線、2号線ともに相対式ホーム2面2線の地下駅。

### のりば
案内上ののりば番号は両線共に設定されていない。 2016年に開業した2号線のホームが、1999年に開業した1号線のホームの上にある。
| ホーム | 路線       | 行先                           |
| ------ | ---------- | ------------------------------ |
| 上り   | ●仁川1号線 | 富平・富平区庁・桂陽方面       |
| 下り   | ●仁川1号線 | 源仁斎・東幕・国際業務地区方面 |
| 上り   | ●仁川2号線 | 朱安・黔岩・黔丹梧柳方面       |
| 下り   | ●仁川2号線 | 雲宴方面                       |

## 利用状況
近年の一日平均乗車人員推移は下記の通り。
| 路線      | 乗車人員 | 乗車人員 | 乗車人員 | 乗車人員 | 乗車人員 | 乗車人員 | 乗車人員 | 乗車人員 | 乗車人員 | 乗車人員 | 乗車人員 | 乗車人員 | 乗車人員 | 乗車人員 | 注 釈 |
| 路線      | 2003年   | 2004年   | 2005年   | 2006年   | 2007年   | 2008年   | 2009年   | 2010年   | 2011年   | 2012年   | 2013年   | 2014年   | 2015年   | 2016年   | 注 釈 |
| --------- | -------- | -------- | -------- | -------- | -------- | -------- | -------- | -------- | -------- | -------- | -------- | -------- | -------- | -------- | ----- |
| 仁川1号線 | 5296     | 5054     | 4994     | 5285     | 5358     | 5471     | 5517     | 5854     | 5956     | 6116     | 6672     | 6949     |          |          | [ 1 ] |

## 駅周辺
- 間石1洞住民センター
- 九月中学校（朝鮮語版）
- 東仁川中学校（朝鮮語版）
- 上仁川女子中学校（朝鮮語版）
- 仁川慶源初等学校（朝鮮語版）
- 仁川石泉初等学校（朝鮮語版）
- 仁川広域市教育庁（朝鮮語版）
- 仁川広域市庁（朝鮮語版）
- 仁川広域市中央図書館（朝鮮語版）（仁川広域市教育庁による運営）
- 仁川芸術高等学校（朝鮮語版）
- 韓国放送通信大学校仁川地域大学

## 歴史
- 1999年10月6日 - 1号線が開業。
- 2016年7月30日 - 2号線が開業[2]。

## 隣の駅
仁川交通公社
●1号線
間石オゴリ駅 (I123) - 仁川市庁駅 (I124) - 芸術会館駅 (I125)
●2号線
石バウィ市場駅 (I220) -  仁川市庁駅 (I221) -  石泉サゴリ駅 (I222)